# Förvaltningsbolag
Förvaltningsbolag eller holdingbolag är ett bolag som äger aktier i andra bolag. Syftet med förvaltningsbolag är att ha långsiktig kontroll över de företag det äger aktier i. Det vanligaste är att förvaltningsbolaget äger majoriteten av aktierna i dotterbolag och alltså fungerar som ett moderbolag i en koncern.
Även om det med förvaltningsbolag oftast anses att det är ett bolag som främst är till för att inneha andelar i andra företag, finns det dock inget som hindrar att förvaltningsbolaget har egen verksamhet.
En snarlik konstruktion är investmentbolag. Medan investmentbolagets syfte mer brukar gå ut på ren finansiell förvaltning av bolag, investering i nya marknader och ofta att köpa och sälja olika bolag, avser begreppet förvaltningsbolag oftare ett bolag som är tänkt som ett moderbolag i en mer permanent koncern, ofta med dotterbolag i samma eller närliggande branscher.
Kvalificerade att utöva förvaltningsfunktioner är aktiebolag, kommanditbolag, stiftelser, fasta driftställen och privatpersoner. Funktionerna i ett förvaltningsbolag kan uppfyllas oavsett juridisk form. Vilket man ska välja beror bland annat  på vilken funktion förvaltningsbolaget ska ha och en rad faktorer.
Den anglosaxiska facktermen för förvaltningsbolag är holding company.